# Vladimir Granat
Vladimir Vasiljevič Granat (rusky Владимир Васильевич Гранат; * 22. května 1987) je bývalý ruský fotbalový obránce. Hrál na postu stopera (středního obránce).

## Klubová kariéra
- Lokomotiv Ulan-Ude (mládež)
- FK Zvezda Irkutsk (mládež)
- FK Zvezda Irkutsk 2004
- FK Dynamo Moskva 2005–2015
- →  FK Sibir Novosibirsk (hostování) 2006
- →  FK Rostov (hostování) 2015
- FK Spartak Moskva 2015–2016
- FK Rostov 2016–

## Reprezentační kariéra
V A-mužstvu Ruska debutoval 6. 9. 2013 v kvalifikačním utkání v Kazani proti reprezentaci Lucemburska (výhra 4:1).
Zúčastnil se EURA 2012 v Polsku a na Ukrajině.
Italský trenér Ruska Fabio Capello jej vzal na Mistrovství světa 2014 v Brazílii, kde Rusové obsadili se dvěma body nepostupové třetí místo v základní skupině H.